# Nervilia similis
Nervilia similis är en orkidéart som beskrevs av Rudolf Schlechter. Nervilia similis ingår i släktet Nervilia och familjen orkidéer. Inga underarter finns listade i Catalogue of Life.